# Кисела вода (община)
Кисела вода (на македонска литературна норма: Општина Кисела Вода) е една от 10 градски общини на столицата на Северна Македония Скопие. Разположена е в югоизточната част на Скопската котловина.
Според Закона за новото териториално делене на Северна Македония от август 2004 година границите на община Кисела вода значително са променени. Тя обхваща площ от 46 km2, граничи с Община Център, както и с новообразуваните общини Аеродрум, Студеничани и Сопище.
В границите на община Кисела вода се намират много църкви и манастири, които са главна туристическа забележителност в този район.

## Население
Според последното преброяване на територията на община Кисела вода има население от 57 236 души.
| Етническа принадлежност | Процент |
| северномакедонци        | 91,69%  |
| албанци                 | 0,44%   |
| турци                   | 0,80%   |
| роми                    | 1,25%   |
| власи                   | 1,13%   |
| сърби                   | 2,49%   |
| бошняци                 | 0,74%   |
| други                   | 1,46%   |